# ウエディング・ベル
「ウエディング・ベル」は、1981年（昭和56年）11月21日に発売されたSugarのデビュー・シングル。

## 解説
恋人（片思い説もあり）が他の女性と結婚することになり、その式場である教会に招待された女性の心情を綴る歌詞になっている。新郎新婦への怒りを込めた「くたばっちまえ! アーメン」に代表される皮肉たっぷりの歌詞と、3人の美しくかわいらしいコーラスのギャップが受けて、レコードが約70万枚を売り上げる大ヒットとなった。Sugarはこの曲で1982年（昭和57年）の『第33回NHK紅白歌合戦』に出場した。これが最初で最後の『紅白歌合戦』出場であった。
歌詞の内容から、日本のキリスト教関係者の一部からは「キリスト教への冒涜」との批判もあったようで、旧外国人居留地がありキリスト教関係者の比率も多いと思われる地域のNHK神戸放送局で一時期、自主規制により歌詞の一部をフェードアウトしていたことがあった。
1982年（昭和57年）11月には「ウエディング・ベル II」も発売された。こちらは、新婚ほやほやにもかかわらず、仕事の付き合いなどでなかなか一緒に時間を過ごしてくれない夫に対する妻の不満を、理想と現実の対比で綴った歌詞になっている。カラオケは「ウエディング・ベル」の使いまわしで、やはり「くたばっちまえ!」「アーメン」のセリフが含まれているが、効果音が異なる。
音楽的には「アーメン」の言葉に、調性の５度下の下属調から主調に解決する手法が採用されているが、これは讃美歌の最後の「アーメン」に割り当てられるコード進行の定番なので「アーメン終止」と呼ばれている。「アーメン」はヘブライ語で「そうなりますように」という意味を持つ。

## 収録曲
- 両楽曲共に、編曲：平野融

1. ウエディング・ベル（3分21秒）
作詞・作曲：古田喜昭
2. 新鮮微笑女（3分8秒）
作詞：Heart Box／作曲:出井寿仁

## カバー
- 牧野雅己 - アルバム『フラワーケース』収録。「ウェディング・ベル（Mellow Disco Mix）」（2005年2月2日）
- たかはし智秋・今井麻美・仁後真耶子 - 『THE IDOLM@STER RADIO TOP×TOP!』（2007年）
- PUFFY - フジテレビ系ドラマ（2009年4月期）『婚カツ!』の主題歌になっている。アルバム『Bring it!』収録。
- 大森靖子 - シングル『ピンクメトセラ/勹″ッと<るSUMMER』収録。（2016年8月24日）
- Guitar☆Man - ウェディング・ベル（Guitar Man Factory#001)
- roly poly ragbear -  ウェディング・ベル「TOKYO Auto-Reverse 〜ネオ渋谷系×80's〜」収録。（2010年5月26日）
- シャンソンズ（天海祐希／大島優子） -  ウェディング・ベル（2012年5月30日）
- さかもと未明 - アルバム『ラマジドゥラムール』収録。「ウェディング・ベル」（2012年9月12日）
- 水雲〜MIZMO - アルバム『歌謡抄〜雲の巻〜 -EP』収録。「ウェディング・ベル」（2018年11月7日）
- chay - シングル「ウエディング・ベル（with Gentle Forest Jazz Band）」 （2019年7月26日）